# Llista d'asteroides/301–400
| Nom                  | Data de descobriment | Lloc de descobriment | Descobridor(s) |
| -------------------- | -------------------- | -------------------- | -------------- |
| (301) Bavaria        | 16 de novembre, 1890 | Viena, Àustria       | J. Palisa      |
| (302) Clarissa       | 14 de novembre, 1890 | Niça, França         | A. Charlois    |
| (303) Josephina      | 12 de febrer, 1891   | Roma, Itàlia         | E. Millosevich |
| (304) Olga           | 14 de febrer, 1891   | Viena, Àustria       | J. Palisa      |
| (305) Gordonia       | 16 de febrer, 1891   | Niça, França         | A. Charlois    |
| (306) Unitas         | 1 de març, 1891      | Roma, Itàlia         | E. Millosevich |
| (307) Nike           | 5 de març, 1891      | Niça, França         | A. Charlois    |
| (308) Polyxo         | 31 de març, 1891     | Marsella, França     | A. Borrelly    |
| (309) Fraternitas    | 16 d'abril, 1891     | Viena, Àustria       | J. Palisa      |
| (310) Margarita      | 16 de maig, 1891     | Niça, França         | A. Charlois    |
| (311) Claudia        | 11 de juny, 1891     | Niça, França         | A. Charlois    |
| (312) Pierretta      | 28 d'agost, 1891     | Niça, França         | A. Charlois    |
| (313) Chaldaea       | 30 d'agost, 1891     | Viena, Àustria       | J. Palisa      |
| (314) Rosalia        | 1 de setembre, 1891  | Niça, França         | A. Charlois    |
| (315) Constantia     | 4 de setembre, 1891  | Viena, Àustria       | J. Palisa      |
| (316) Goberta        | 8 de setembre, 1891  | Niça, França         | A. Charlois    |
| (317) Roxane         | 11 de setembre, 1891 | Niça, França         | A. Charlois    |
| (318) Magdalena      | 24 de setembre, 1891 | Niça, França         | A. Charlois    |
| (319) Leona          | 8 d'octubre, 1891    | Niça, França         | A. Charlois    |
| (320) Katharina      | 11 d'octubre, 1891   | Viena, Àustria       | J. Palisa      |
| (321) Florentina     | 15 d'octubre, 1891   | Viena, Àustria       | J. Palisa      |
| (322) Phaeo          | 27 de novembre, 1891 | Marsella, França     | A. Borrelly    |
| (323) Brucia         | 22 de desembre, 1891 | Heidelberg, Alemanya | M. F. Wolf     |
| (324) Bamberga       | 25 de febrer, 1892   | Viena, Àustria       | J. Palisa      |
| (325) Heidelberga    | 4 de març, 1892      | Heidelberg, Alemanya | M. F. Wolf     |
| (326) Tamara         | 19 de març, 1892     | Viena, Àustria       | J. Palisa      |
| (327) Columbia       | 22 de març, 1892     | Niça, França         | A. Charlois    |
| (328) Gudrun         | 18 de març, 1892     | Heidelberg, Alemanya | M. F. Wolf     |
| (329) Svea           | 21 de març, 1892     | Heidelberg, Alemanya | M. F. Wolf     |
| (330) Adalberta      | 2 de febrer del 1910 | Heidelberg, Alemanya | M. F. Wolf     |
| (331) Etheridgea     | 1 d'abril, 1892      | Niça, França         | A. Charlois    |
| (332) Siri           | 19 de març, 1892     | Heidelberg, Alemanya | M. F. Wolf     |
| (333) Badenia        | 22 d'agost, 1892     | Heidelberg, Alemanya | M. F. Wolf     |
| (334) Chicago        | 23 d'agost, 1892     | Heidelberg, Alemanya | M. F. Wolf     |
| (335) Roberta        | 1 de setembre, 1892  | Heidelberg, Alemanya | A. Staus       |
| (336) Lacadiera      | 19 de setembre, 1892 | Niça, França         | A. Charlois    |
| (337) Devosa         | 22 de setembre, 1892 | Niça, França         | A. Charlois    |
| (338) Budrosa        | 25 de setembre, 1892 | Niça, França         | A. Charlois    |
| (339) Dorothea       | 25 de setembre, 1892 | Heidelberg, Alemanya | M. F. Wolf     |
| (340) Eduarda        | 25 de setembre, 1892 | Heidelberg, Alemanya | M. F. Wolf     |
| (341) California     | 25 de setembre, 1892 | Heidelberg, Alemanya | M. F. Wolf     |
| (342) Endymion       | 17 d'octubre, 1892   | Heidelberg, Alemanya | M. F. Wolf     |
| (343) Ostara         | 15 de novembre, 1892 | Heidelberg, Alemanya | M. F. Wolf     |
| (344) Desiderata     | 15 de novembre, 1892 | Niça, França         | A. Charlois    |
| (345) Tercidina      | 23 de novembre, 1892 | Niça, França         | A. Charlois    |
| (346) Hermentaria    | 25 de novembre, 1892 | Niça, França         | A. Charlois    |
| (347) Pariana        | 28 de novembre, 1892 | Niça, França         | A. Charlois    |
| (348) May            | 28 de novembre, 1892 | Niça, França         | A. Charlois    |
| (349) Dembowska      | 9 de desembre, 1892  | Niça, França         | A. Charlois    |
| (350) Ornamenta      | 14 de desembre, 1892 | Niça, França         | A. Charlois    |
| (351) Yrsa           | 16 de desembre, 1892 | Heidelberg, Alemanya | M. F. Wolf     |
| (352) Gisela         | 12 de gener, 1893    | Heidelberg, Alemanya | M. F. Wolf     |
| (353) Ruperto-Carola | 16 de gener, 1893    | Heidelberg, Alemanya | M. F. Wolf     |
| (354) Eleonora       | 17 de gener, 1893    | Niça, França         | A. Charlois    |
| (355) Gabriella      | 20 de gener, 1893    | Niça, França         | A. Charlois    |
| (356) Liguria        | 21 de gener, 1893    | Niça, França         | A. Charlois    |
| (357) Ninina         | 11 de febrer, 1893   | Niça, França         | A. Charlois    |
| (358) Apol·lònia     | 8 de març, 1893      | Niça, França         | A. Charlois    |
| (359) Georgia        | 10 de març, 1893     | Niça, França         | A. Charlois    |
| (360) Carlova        | 11 de març, 1893     | Niça, França         | A. Charlois    |
| (361) Bononia        | 11 de març, 1893     | Niça, França         | A. Charlois    |
| (362) Havnia         | 12 de març, 1893     | Niça, França         | A. Charlois    |
| (363) Padua          | 17 de març, 1893     | Niça, França         | A. Charlois    |
| (364) Isara          | 19 de març, 1893     | Niça, França         | A. Charlois    |
| (365) Corduba        | 21 de març, 1893     | Niça, França         | A. Charlois    |
| (366) Vincentina     | 21 de març, 1893     | Niça, França         | A. Charlois    |
| (367) Amicitia       | 19 de maig, 1893     | Niça, França         | A. Charlois    |
| (368) Haidea         | 19 de maig, 1893     | Niça, França         | A. Charlois    |
| (369) Aëria          | 14 de juliol, 1893   | Marsella, França     | A. Borrelly    |
| (370) Modestia       | 14 de juliol, 1893   | Niça, França         | A. Charlois    |
| (371) Bohemia        | 16 de juliol, 1893   | Niça, França         | A. Charlois    |
| (372) Palma          | 19 d'agost, 1893     | Niça, França         | A. Charlois    |
| (373) Melusina       | 15 de setembre, 1893 | Niça, França         | A. Charlois    |
| (374) Burgundia      | 18 de setembre, 1893 | Niça, França         | A. Charlois    |
| (375) Ursula         | 18 de setembre, 1893 | Niça, França         | A. Charlois    |
| (376) Geometria      | 18 de setembre, 1893 | Niça, França         | A. Charlois    |
| (377) Campania       | 20 de setembre, 1893 | Niça, França         | A. Charlois    |
| (378) Holmia         | 6 de desembre, 1893  | Niça, França         | A. Charlois    |
| (379) Huenna         | 8 de gener, 1894     | Niça, França         | A. Charlois    |
| (380) Fiducia        | 8 de gener, 1894     | Niça, França         | A. Charlois    |
| (381) Myrrha         | 10 de gener, 1894    | Niça, França         | A. Charlois    |
| (382) Dodona         | 29 de gener, 1894    | Niça, França         | A. Charlois    |
| (383) Janina         | 29 de gener, 1894    | Niça, França         | A. Charlois    |
| (384) Burdigala      | 11 de febrer, 1894   | Bordeus, França      | F. Courty      |
| (385) Ilmatar        | 1 de març, 1894      | Heidelberg, Alemanya | M. F. Wolf     |
| (386) Siegena        | 1 de març, 1894      | Heidelberg, Alemanya | M. F. Wolf     |
| (387) Aquitania      | 5 de març, 1894      | Bordeus, França      | F. Courty      |
| (388) Charybdis      | 7 de març, 1894      | Niça, França         | A. Charlois    |
| (389) Industria      | 8 de març, 1894      | Niça, França         | A. Charlois    |
| (390) Alma           | 24 de març, 1894     | París, França        | G. Bigourdan   |
| (391) Ingeborg       | 1 de novembre, 1894  | Heidelberg, Alemanya | M. F. Wolf     |
| (392) Wilhelmina     | 4 de novembre, 1894  | Heidelberg, Alemanya | M. F. Wolf     |
| (393) Lampetia       | 4 de novembre, 1894  | Heidelberg, Alemanya | M. F. Wolf     |
| (394) Arduina        | 19 de novembre, 1894 | Marsella, França     | A. Borrelly    |
| (395) Delia          | 30 de novembre, 1894 | Niça, França         | A. Charlois    |
| (396) Aeolia         | 1 de desembre, 1894  | Niça, França         | A. Charlois    |
| (397) Vienna         | 19 de desembre, 1894 | Niça, França         | A. Charlois    |
| (398) Admete         | 28 de desembre, 1894 | Niça, França         | A. Charlois    |
| (399) Persephone     | 23 de febrer, 1895   | Heidelberg, Alemanya | M. F. Wolf     |
| (400) Ducrosa        | 15 de març, 1895     | Niça, França         | A. Charlois    |